# Salle Moulay Abdallah

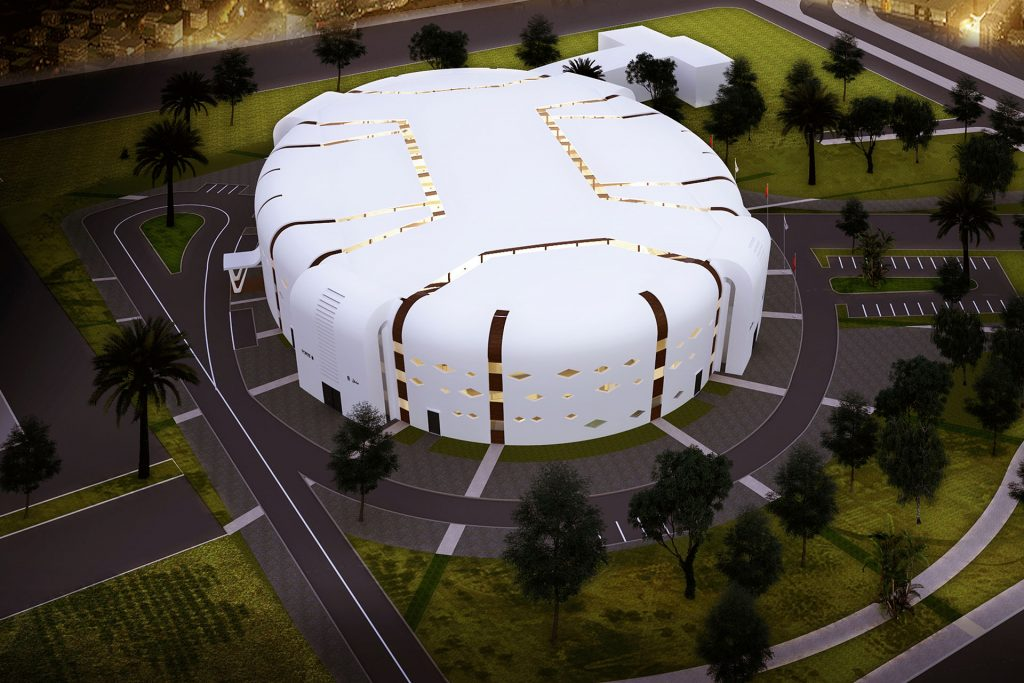
La salle vue de l'extérieur

La Salle Omnisports Moulay Abdallah (en arabe : قاعة مولاي عبد الله) est une salle couverte  d'une capacité de 10 000 places, située à Rabat au sein du complexe Sportif Moulay Abdallah, elle accueille plusieurs manifestations sportives durant l'année.